# Faten Kallel
Faten Kallel (arabe : فاتن قلال), née le 20 novembre 1980 à Sousse, est une femme politique tunisienne.

## Biographie

### Études
Née le 20 novembre 1980 à Sousse, Faten Kallel est titulaire d'une maîtrise en comptabilité de l'Institut des hautes études commerciales de Carthage et d'un MBA de l'université Paris-Dauphine.

### Carrière professionnelle
Consultante en management, elle travaille pour le compte de plusieurs cabinets de conseil en Tunisie tels que Grant Thornton et Deloitte,, avant de rejoindre en février 2015 le ministère du Développement, de l'Investissement et de la Coopération Internationale en tant que chargée de l'organisation et des réformes administratives. Six mois après, elle quitte son poste au ministère afin de rejoindre le programme de Smart Tunisia en tant que chargée du suivi global du programme destiné aux entreprises du secteur de l'offshoring.

### Carrière politique
Faten Kallel débute en politique en tant que militante du Parti démocrate progressiste (PDP), avec lequel elle se présente en 2011 aux élections de l'assemblée constituante pour la circonscription de l'Ariana.
Elle quitte ensuite le PDP afin de rejoindre les rangs d'Afek Tounes et se présente en octobre 2014 aux élections législatives dans la deuxième circonscription de Tunis,.
Le 20 août 2016, elle est nommée au poste de secrétaire d'État auprès de la ministre de la Jeunesse et des Sports, chargée de la Jeunesse dans le gouvernement de Youssef Chahed, poste qu'elle occupe jusqu'au 12 septembre 2017. Le 9 février 2018, elle annonce sa démission d'Afek Tounes.